# 雷地区弗雷奈
雷地区弗雷奈（法語：Fresnay-en-Retz，法語發音：[fʁɛnɛ ɑ̃ ʁɛ]）是法国大西洋卢瓦尔省的一个旧市镇，位于该省南部，属于圣纳泽尔区。2016年，雷地区弗雷奈与相邻的雷地区新堡合并为新市镇雷地区新城。

## 地理
雷地区弗雷奈（47°1'28"N, 1°52'35"W）面积20.49 平方千米，位于法国卢瓦尔河地区大区大西洋卢瓦尔省，该省份为法国西北部沿海省份，位于布列塔尼半岛东南部，北起伊勒-维莱讷省，西北接莫尔比昂省，西临大西洋，南至旺代省，东临曼恩-卢瓦尔省。
与雷地区弗雷奈接壤的市镇（或旧市镇、城区）包括：雷地区新城、马什库勒-圣梅姆、圣梅姆勒特尼、圣帕扎娜。

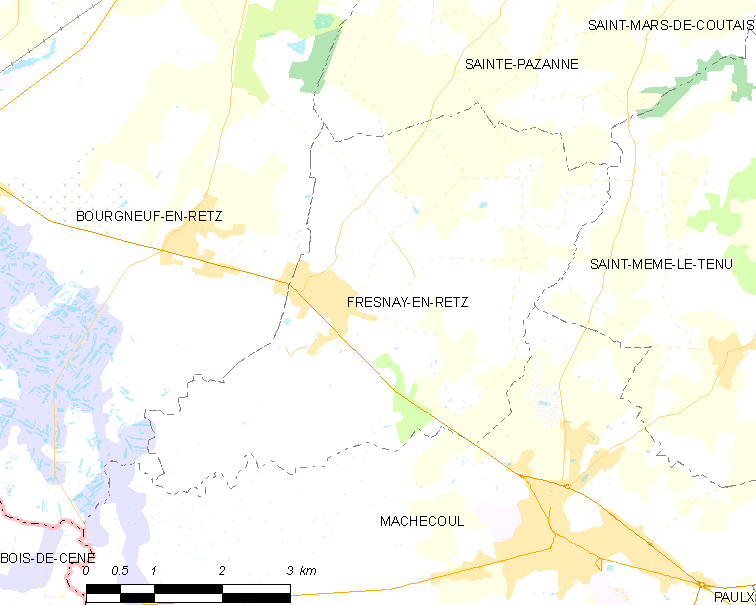
雷地区弗雷奈的OSM定位图

雷地区弗雷奈的时区为UTC+01:00、UTC+02:00（夏令时）。

## 行政
雷地区弗雷奈的邮政编码为44580，INSEE市镇编码为44059。

## 政治
雷地区弗雷奈所属的省级选区为马什库勒-圣梅姆县。

## 人口

1962-2008年间雷地区弗雷奈人口变化图示

雷地区弗雷奈于2018年1月1日时的人口数量为1244人。